# Гуляковский, Евгений Яковлевич
Евгений Яковлевич Гуляковский (29 августа 1934, Казань, СССР — 3 ноября 2017) — советский и российский писатель-фантаст, сценарист и кинодраматург, геолог. Член Союза писателей России.

## Биография
Евгений Гуляковский родился в Казани. Получил два высших образования — окончил Казанский государственный университет и Кишинёвский университет. После окончания обучения работал по специальности учёным-геологом. Первыми произведениями Гуляковского были приключенческие рассказы о геологах.
В 1968 году окончил Высшие сценарные курсы и стал писать профессионально. Одним из самых известных произведений Гуляковского стал «Сезон туманов», впервые изданный в 1979 году. Продолжением романа об инспекторе Ротанове стал «Долгий восход на Энне» 1984 года. Оба романа написаны в жанре космической фантастики.
В 1979 году в периодическом издании «Уральский следопыт» вышел первый роман Евгения Гуляковского «Сезон туманов», ставший первым из советских произведений в жанре космического боевика с элементами оккультизма, который вскоре был опубликован как отдельное издание в «Молодой гвардии». Среди произведений автора наиболее известные — «Долгий восход на Энне» (1985), «Тень Земли» (1989), «Чужие пространства» (1994), «Игры шестого круга» (1997), «Красное смещение» (1999), «Стратегия захвата», «Звездный мост», «Последний мираж», «Затерянные среди звезд», «Чужая планета».
Эти произведения формируют несколько циклов, связанных рядом событий или общей историей придуманного мира и отдельные работы.
Гуляковский — лауреат Премии «Аэлита» 1998 года за вклад в российскую фантастику и премии «Лунная Радуга» 2004 года. На его счету несколько сценариев к фильмам.
Cкончался 3 ноября 2017 года на 84-м году жизни.